# デストラクション/制御不能
『デストラクション/制御不能』（デストラクション・せいぎょふのう、原題：The Rage）は、1997年のアメリカ合衆国のアクション映画。

## あらすじ
FBI捜査官のニック・トラビスは、性的な機能不全が原因で狂暴化し殺人行為を繰り返す元軍人のアート・デイシーと、彼が率いる集団の捜査にあたることになる。彼は上司のジョン・タガートの命令で、心理捜査官のケリー・マッコードとタッグを組むことになる。

## キャスト
| 役名                     | 俳優                   | 日本語吹替                                                     | 日本語吹替                    |
| 役名                     | 俳優                   | VHS版                                                          | テレビ東京版                  |
| ------------------------ | ---------------------- | -------------------------------------------------------------- | ----------------------------- |
| ニック・トラビス         | ロレンツォ・ラマス     | 山路和弘                                                       | 家中宏                        |
| ケリー・マッコード       | クリステン・クローク   | 土井美和                                                       | 小山茉美                      |
| アート・デーシー         | ゲイリー・ビジー       | 大塚芳忠                                                       | 樋浦勉                        |
| ジョン・タガート         | ロイ・シャイダー       | 江角英明                                                       | 佐々木梅治                    |
| ドブソン保安官           | ブランドン・スミス     | 福田信昭                                                       | 楠見尚己                      |
| シンディ                 | ティアニ・ワーデン     | 雨蘭咲木子                                                     |                               |
| ボビー・ジョー           | デル・ヤウント         | 稲葉実                                                         | 辻親八                        |
| ルーカス・マクダーモット | デビッド・キャラダイン | 島香裕                                                         | 梅津秀行                      |
| その他                   |                        | 宝亀克寿 茶風林 田中公行 岡本嘉子 中澤やよい 児玉孝子 荒川太郎 |                               |
|                          |                        |                                                                |                               |
| 演出                     |                        | 水本完                                                         | 壷井正                        |
| 翻訳                     |                        | 筒井愛子                                                       |                               |
| 調整                     |                        | 佃安夫                                                         |                               |
| 制作                     |                        | ザック・プロモーション                                         | グロービジョン                |
| 初回放送                 |                        |                                                                | 2000年8月3日 『木曜洋画劇場』 |